# ABC (album)
ABC är ett musikalbum av The Jackson 5, utgivet 1970. Albumet var gruppens andra.

## Låtlista
1. "The Love You Save" (Richards/Perren/Mizell/Gordy)
2. "One More Chance" (Mizell/Perren/Richards/Gordy)
3. "ABC" (The Corporation)
4. "2-4-6-8" (Sawyer/LaVerne/Ware)
5. "(Come 'Round Here) I'm the One You Need" (Dozier/Holland/Holland)
6. "Don't Know Why I Love You" (Hardaway/Hunter/Riser/Wonder)
7. "Never Had a Dream Come True" (Moy/Wonder/Cosby)
8. "True Love Can Be Beautiful" (Taylor/Jackson/Caston)
9. "La-La (Means I Love You)" (Bell/Hart)
10. "I'll Bet You" (Clinton/Barnes/Linsdey)
11. "I Found That Girl" (The Corporation)
12. "The Young Folks" (Gordy/Story)